# Wierzchówka (Białoruś)
Wierzchówka (biał. Вярхоўка, ros. Верховка) – wieś na Białorusi, w obwodzie mińskim, w rejonie mołodeckim, w sielsowiecie Ciurle.

## Historia
W czasach zaborów wieś i folwark w okręgu wiejskim Nosiłowo, w gminie Lebiedziewo, w powiecie wilejskim, w guberni wileńskiej Imperium Rosyjskiego. W 1865 roku wieś liczyła 45 mieszkańców w 4 domach; folwark liczył 19 mieszkańców w 1 domu. Wieś należała do dóbr Wysokowo, własność Michniewiczów. Folwark należał do Jankowskich.
W latach 1921–1945 wieś leżała w Polsce, w województwie wileńskim, w powiecie wilejskim, od 1927 roku w powiecie mołodeczańskim,  w gminie Lebiedziewo.
Według Powszechnego Spisu Ludności z 1921 roku zamieszkiwały tu 46 osób, 2 były wyznania rzymskokatolickiego a 44 prawosławnego. Jednocześnie wszyscy mieszkańcy zadeklarowali białoruską przynależność narodową. Było tu 12 budynków mieszkalnych. W 1931 w 13 domach zamieszkiwały 72 osoby.
Wierni należeli do parafii rzymskokatolickiej w Lebiedziewie i prawosławnej Nasiłowie. Miejscowość podlegała pod Sąd Grodzki w Mołodecznie i Okręgowy w Wilnie; właściwy urząd pocztowy mieścił się w Lebiedziewie.
W wyniku napaści ZSRR na Polskę we wrześniu 1939 miejscowość znalazła się pod okupacją sowiecką. 2 listopada została włączona do Białoruskiej SRR. Od czerwca 1941 roku pod okupacją niemiecką. W 1944 miejscowość została ponownie zajęta przez wojska sowieckie i włączona do Białoruskiej SRR.
Od 1991 w składzie niepodległej Białorusi.

## Przynależność państwowa i administracyjna
- ? – 1917  Imperium Rosyjskie, gubernia wileńska, powiat wilejski
- 1917–1919  Rosyjska FSRR
- 1919–1920  Polska, Zarząd Cywilny Ziem Wschodnich, okręg wileński
- 1920–1920  Rosyjska FSRR
- 1920–1945[b]  Polska
  - województwo:
    - okręg nowogródzki (1920–1921)
    - nowogródzkie (1921–1922)
    - Ziemia Wileńska (1922 - 1926)
    - wileńskie (od 1926)

  - powiat:
    - wilejski (1920–1927)
    - mołodeczański (od 1927)
- 1945–1991  ZSRR, Białoruska SRR
- od 1991  Białoruś